# Shavei Shomron
Shavei Shomron (en hebreo: שָׁבֵי שׁוֹמְרוֹן‎, literalmente Retornados de Samaria; en árabe: شافي شمرون‎) es un asentamiento israelí ubicado al norte de la Cisjordania ocupada, en Palestina. Construido sobre tierras confiscadas a las aldeas palestinas vecinas de An-Naqura y Deir Sharaf, está situado al oeste de Nablus, en la carretera a Tulkarem. Shavei Shomron está organizado como un asentamiento comunitario. Según el sistema administrativo palestino, se encuentra en la gobernación de Nablus, mientras que según el israelí, está bajo la jurisdicción del Concejo Regional Samaria, en el área de Judea y Samaria. En 2021 tenía una población de 1.050 habitantes, en su mayoría judíos sionistas religiosos y ortodoxos modernos. Su jurisdicción municipal es de 664 dunams, de los cuales 272 dunams están edificados. 
En el centro del asentamiento se encuentra una mezquita turca, una distinción única entre los asentamientos israelíes (aunque Homesh y Sa-Nur recibieron donaciones similares antes de su evacuación en 2005). La cúpula de la mezquita ha sido retirada temporalmente para realizar reparaciones.  La comunidad internacional considera que los asentamientos israelíes en Cisjordania son ilegales según el derecho internacional, pero el gobierno israelí no está de acuerdo con esta afirmación.

## Historia
A finales de 1976, los partidarios del Gush Emunim (Bloque de los Fieles) tomaron la estación de ferrocarril abandonada de Sebastia, situada en las afueras de una aldea árabe del mismo nombre. La ubicación está cerca de las ruinas de Samaria, la ciudad capital del norte del Reino de Israel, construida por el Rey Omrí. Utilizando esto como justificación para asegurar el reclamo israelí sobre la región, los manifestantes exigieron que se iniciara un asentamiento en esta región.  Con el apoyo del recién elegido Primer ministro Menájem Beguín, los residentes de la cercana Netanya construyeron al año siguiente una comunidad residencial junto a una base militar en un cruce de caminos estratégicamente valioso, y con la ayuda de la organización de asentamientos Amana. Según ARIJ, el estado de Israel confiscó tierras de dos aldeas palestinas cercanas para construir Shavei Shomron: 680 dunums de tierra fueron confiscados en An-Naqura, mientras que 236 dunums fueron confiscados en Deir Sharaf.
El 11 de octubre de 2022, un soldado israelí fue asesinado a tiros por hombres armados palestinos en el asentamiento.  El grupo palestino La Guarida de los Leones se atribuyó la responsabilidad del atentado.

## Intifada y desconexión
Como todos los colonos israelíes, los residentes de Shavei Shomron viajaron y realizaron negocios en Nablus y las aldeas árabes vecinas. Sin embargo, a medida que aumentaron las tensiones tras la Primera Intifada, se restringieron los viajes israelíes a Naplusa y se construyeron nuevas carreteras para evitar determinadas aldeas. Se confiscaron 2.400 dunums de aldeas palestinas para construir una carretera de circunvalación desde Shavei Shomron hasta la instalación militar del Monte Ebal. En 2002, la Corte Suprema de Israel aprobó la construcción de parte de la barrera de Cisjordania alrededor de la comunidad.  Muchos residentes locales se opusieron a su construcción por temor a que pueda convertirse en una futura frontera entre Israel y el Estado de Palestina. A otros les preocupaba que un incidente como el de principios de año, cuando un terrorista yihadista se infiltró en la comunidad y atacó el jardín de infancia con granadas y armas de fuego antes de ser disparado por un residente local, pudiera repetirse sin tales medidas. En agosto de 2005, la comunidad organizó manifestaciones masivas en oposición al plan de retirada unilateral israelí de la Franja de Gaza y del norte de Cisjordania, que incluyeron la evacuación forzosa de cuatro asentamientos al norte de Shavei Shomron y trajeron una posible frontera al patio trasero del asentamiento. Tras su evacuación y posterior demolición, la comunidad acogió a algunos de los antiguos residentes de los asentamientos de Homesh y Sa-Nur. En 2008, la organización "Mishmeret Yesha" estaba entrenando a los residentes de Shavei Shomron en tácticas antiterroristas y en el uso de armas de fuego.

## Demografía
La comunidad cuenta con una piscina y un ulpán (lugar donde se enseñan clases de hebreo) para los recién llegados que sirven para atraer a una población que incluye a muchos nuevos inmigrantes olim jadashim (inmigrantes judíos) de países de habla inglesa, así como judíos rusos de la antigua Unión Soviética, judíos yemenitas, Bnei Menashe y algunos familias de judíos incas de Trujillo, Perú, que se convirtieron al judaísmo ortodoxo.[cita requerida]

## Residentes notables
- Limor Son Har-Melej (nacida en 1979), miembro de la Knesset por el partido Otzma Yehudit desde 2022.[9]